# Corrente das Guianas

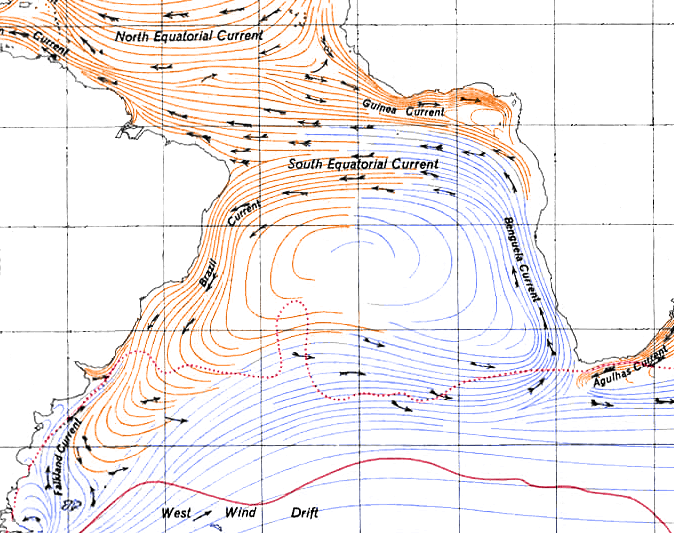
O esquema das correntes no Atlântico Sul, entre as quais o das Guianas.

A corrente das Guianas surge a partir da divisão da corrente Sul Equatorial quando esta encontra a costa brasileira, deslocando-se no sentido leste-oeste. Dessa divisão, surgem dois ramos: a corrente do Brasil (sentido sul), e a corrente das Guianas (sentido noroeste), dirigindo-se ao Caribe.
A corrente das Guianas é uma corrente de águas não profundas. É uma corrente quente, pois se origina de áreas equatoriais, e possui águas com temperaturas mais elevadas. É formada  pelos ventos que sopram do Oceano Atlântico Sul, deslocando-se perto da costa brasileira. Durante sua formação inicial é chamada de "corrente Norte do Brasil", pois suas características e conseqüências de seu deslocamento são muito semelhantes às da corrente do Brasil, como por exemplo, a característica de transportar nutrientes e calor em todo o seu trajeto, e a conseqüência de regular o habitat marinho, levando comida aos peixes.